# 울진 대풍헌 소장 문서
울진 대풍헌 소장 문서(蔚珍 待風軒 所藏 文書)는 대한민국 경상북도 울진군 기성면 구산리의 대풍헌에서 소장하고 있는 조선시대의 문서류이다. 2006년 6월 29일 경상북도의 문화재자료 제511호로 지정되었다.

## 개요
대풍헌 소장 문서들은 울릉도 수토관 일행의 접대를 위해 소요되는 각종 경비를 전담했던 구산동민들의 요청에 따라 부담을 경감할 수 있는 방책에 대해 관아(삼척부)에서 결정해준 내용의 완문(完文)과 절목(節目)이다. 완문(完文)의 크기는 가로 27.5× 세로 29cm이다. 수토절목(搜討節目)의 크기는 가로 33× 세로 42.1cm이다.
완문과 수토절목의 내용을 살펴보면, 삼척진영 사또와 월송만호가 3년에 한 번씩 울릉도를 수토할 때 평해 구산리에서 출발하는데 바람의 형편에 따라 머무는 기간이 길어지기도 하였다. 관아에서는 구산리 주변 9개 마을에 돈을 풀어서 생긴 이자로 그 경비를 충당하였으나, 각 마을의 동세(洞勢)가 각각 다르니 민원이 자주 일어나 그 해결 방도를 논의한 바를 관부에서 결정한 것이다.
이들 문서를 통해서 조선후기에 울릉도·독도를 수토할 시 당시 평해군의 구산리가 기점이 되었다는 것을 알 수 있으며, 그 경비의 조달방법을 통하여 당시 연해 촌락주민들의 생활상의 편린을 엿 볼 수 있다. 또 이 문서들에 의해 19세기에도 여전히 조선정부가 울릉도·독도를 우리의 영토로 인식하였으며, 정기적으로 상황을 파악하려고 순찰하였던 것을 알 수 있다.
제작시기는 완문은 신미년(1871년, 조선 고종 8), 수토절목은 계미년(1883년, 조선 고종 20)으로 추정하고 있다.

## 같이 보기
- 울진 대풍헌 (경상북도 기념물 제165호)

## 참고 자료
- 울진 대풍헌 소장 문서 - 국가유산청 국가유산포털